# Lago Lyon
El lago Lyon es un pequeño lago natural en Fredonia, Míchigan (Estados Unidos). Mide aproximadamente 1,2 km de largo y 0,4 km de ancho. El lago forma parte de un sistema lacustre al sur de la villa histórica de Marshall.
El lago Lyon está rodeado por áreas residenciales. La orilla sur del lago es usada por el Marshall Country Club, un club de golf privado.
El nombre le fue otorgado en honor a Lucius Lyon, senador de los Estados Unidos durante el siglo XIX.